# Уарочірі
Уарочірі (ісп. Provincia de Huarochirí, кеч. Waruchiri pruwinsya) — одна з 9 провінцій перуанського регіону Ліма. Площа становить 5657,93 км². Населення за даними на 2007 рік — 72 845 осіб. Щільність населення — 12,87 чол / км ². Столиця — місто Матукана..

## Географія
Розташована у центральній частині регіону. Межує з регіоном Хунін (на сході) і провінціями: Канта (на півночі), Яуйос і Каньєте (на півдні) і Ліма (на заході).

## Адміністративний поділ
В адміністративному відношенні поділяється на 32 райони:
- Матукана
- Антіокіа
- Кальяуанка
- Карампома
- Чикла
- Куєнка
- Уачупампа
- Уанс
- Уарочірі
- Лауайтамбо
- Ланга
- Лараос
- Маріатана
- Рікардо-Палма
- Сан-Андрес-де-Тупікоча
- Сан-Антоніо-де-Чаклья
- Сан-Бартоломе
- Сан-Даміан
- Сан-Хуан-де-Іріс
- Сан-Хуан-де-Тантаранче
- Сан-Лоренсо-де-Кінті
- Сан-Матео
- Сан-Матео-де-Отао
- Сан-Педро-де-Каста
- Сан-Педро-де-Уанкайре
- Сангальяйа
- Санта-Крус-де-Кокачакра
- Санта-Еулаліа
- Сантьяго-де-Анчукайа
- Сантьяго-де-Туна
- Санто-Домінго-де-лос-Ольєрос
- Сан-Херонімо-де-Сурко